# Frassinetto
Frassinetto là một đô thị ở tỉnh Torino trong vùng Piedmont, có vị trí cách khoảng 40 km về phía bắc của Torino, nước Ý. Tại thời điểm ngày 31 tháng 12 năm 2004, đô thị này có dân số 287 người và diện tích là 24,7 km².
Đô thị Frassinetto có các frazioni (các đơn vị trực thuộc, chủ yếu là các làng) Chiapinetto, Berchiotto, và Trifoglio.
Frassinetto giáp các đô thị: Traversella, Ingria, Pont-Canavese, Borgiallo, Castelnuovo Nigra, và Chiesanuova.